# Benno Becker

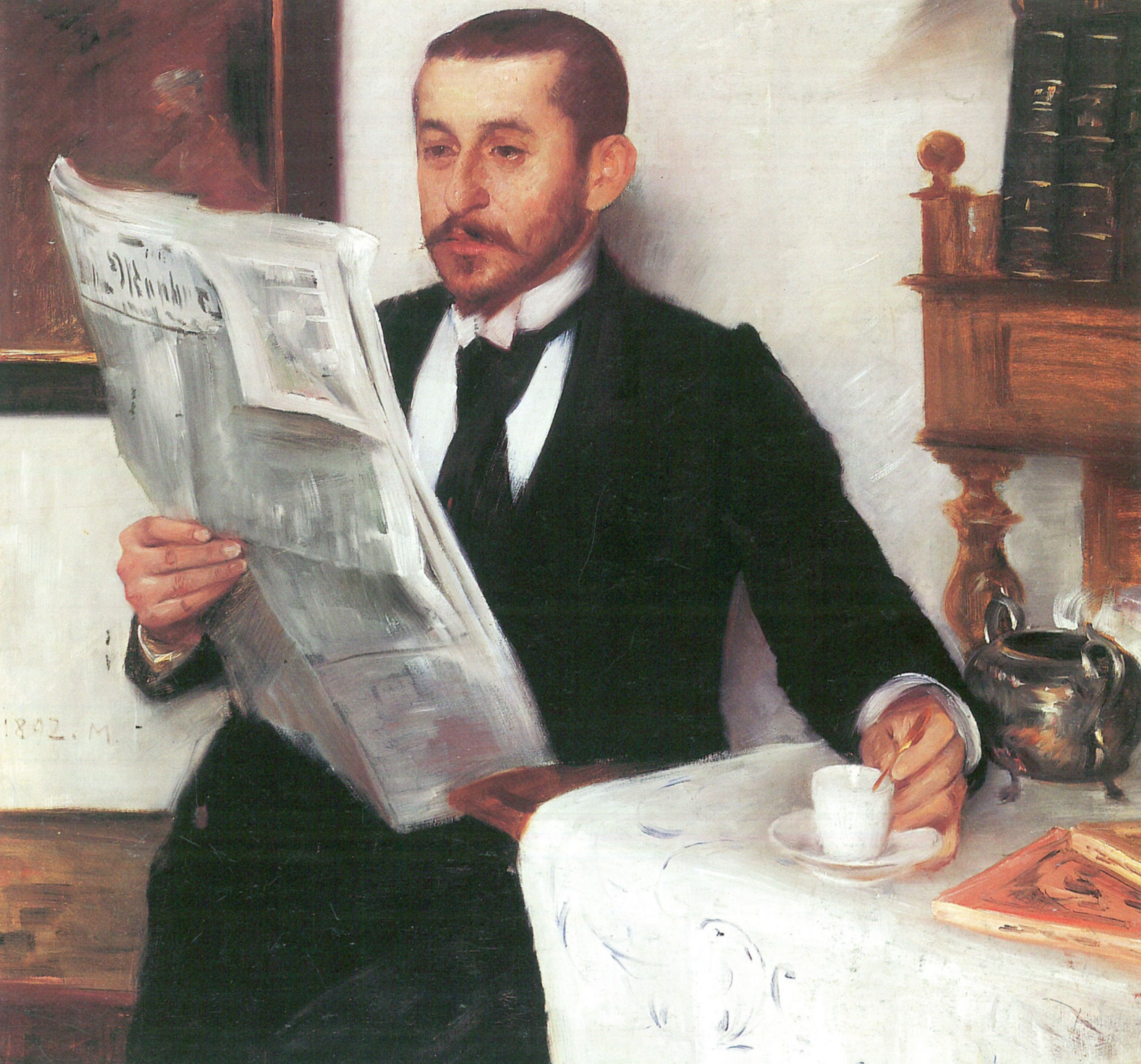
Lovis Corinth: Porträt des Malers Benno Becker, 1892

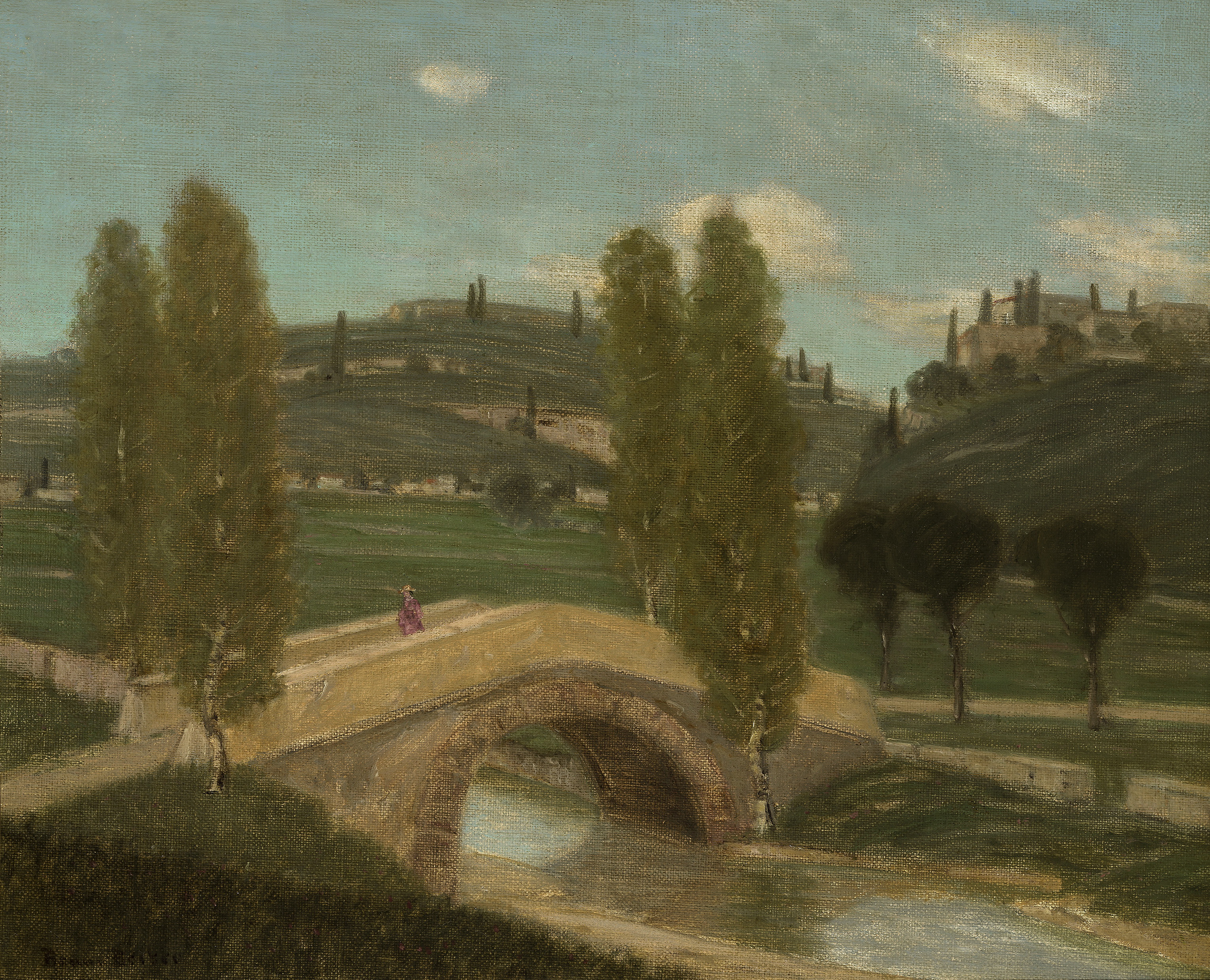
Benno Becker: Italienische Landschaft

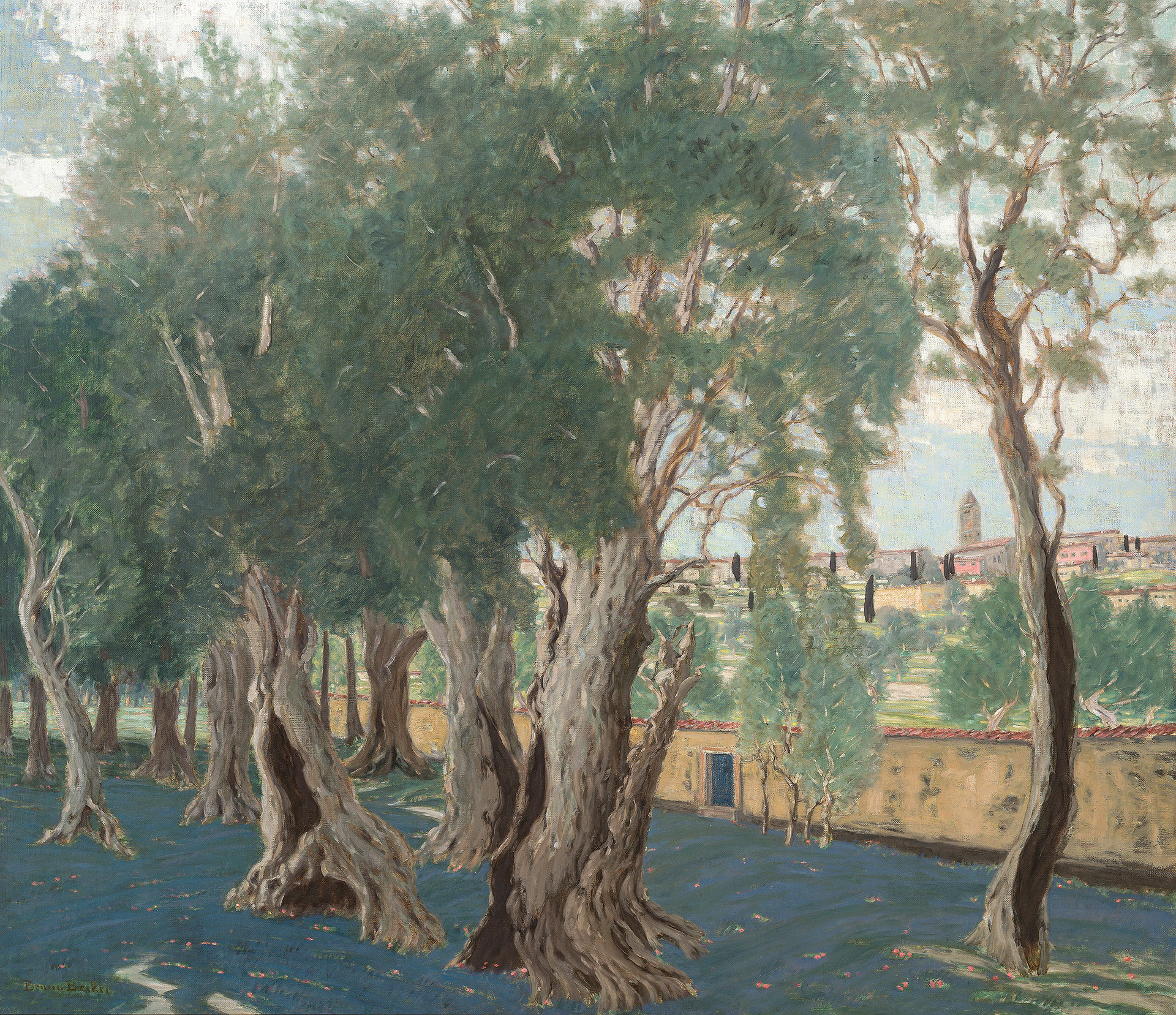
Benno Becker: Olivenhain

Benno Becker (* 3. April 1860 in Memel; † 5. September 1938 in München) war ein deutscher Maler und Kunstkritiker. Er widmete einen Großteil seines Schaffens der Landschaftsmalerei, die er in seiner Heimat Ostpreußen, in Süddeutschland und der Toskana betrieb. Seine lichten Landschaften sind geprägt von zarten Tönen ohne starke Kontraste.

## Leben und Karriere
Becker war ein Sohn des wohlhabenden Unternehmers Moritz Becker. Er studierte 1884–1885 bei Otto Frölicher in München und gleichzeitig an der Ludwig-Maximilians-Universität München Archäologie und Kunstgeschichte. Ab 1886 unternahm er häufig Italienreisen. Er war beeinflusst von Arnold Böcklins Kunst, aber auch von Jean-Baptiste Camille Corot und der Schule von Barbizon. Beckers frühe Arbeiten zeigen vor allem Ostseelandschaften, später dann italienische Landschaften rund um Florenz.
Er war Gründungsmitglied der Münchner Secession und betätigte sich auch feuilletonistisch. So schrieb er für die Freie Bühne und die Kunstzeitschrift Pan. Sein großer Erfolg um 1900 versetzte ihn in die Lage, sich von dem Architekten Paul Ludwig Troost eine imposante Villa mit Atelier am Isarhochufer in München errichten zu lassen (Maria-Theresia-Straße 26). Diese geriet nach Beckers Tod 1938 in den Besitz des NS-Funktionärs und Sekretärs Hitlers, Martin Bormann (bis 1945), und wurde 1969 abgerissen. Troost errichtete bereits 1902 für die Familie Becker auf dem Jüdischen Friedhof Berlin-Weißensee eine imposante Begräbnisstätte.
Benno Becker war Mitglied im Deutschen Künstlerbund, an dessen erster Ausstellung er bereits 1904 teilnahm.

## Becker als Kunstsammler
Becker sammelte Kunstwerke aus dem Fernen Osten und war 1909 Leihgeber zur Ausstellung „Japan und Ostasien in der Kunst“.